# Àngel Pallejà Vall
Àngel Pallejà Vall (Porrera, 9 de maig de1890 Reus 15 de febrer de1976) va ser un sindicalista i periodista català.
Barber de professió, s'afilià a la CNT a Reus, on hi va anar de ben jove. Pels fets de la setmana tràgica a la ciutat, va ser empresonat. Va formar part del comitè de vaga en la gran vaga tèxtil de Reus de l'estiu de 1915. Va participar en el Congrés de Sants el juny de 1918, on intervingué en el míting de clausura. Després, durant el desembre de 1918 i el gener de 1919, junt amb Fèlix Monteagudo i Camil Piñón i Oriola, recorregué bona part de Catalunya fent una intensa tasca propagandística de l'anarcosindicalisme.
El 1908 havia col·laborat al periòdic El Rossinyol, el 1910 i posteriors a La Lucha, i més tard a Fructidor i a Foment. El 1917 va ser director de la revista satírica L'Estisora. Membre de la junta de l'Associació de la Premsa de Reus, de la que en va ser un dels fundadors, va tenir diverses corresponsalies de diaris de Barcelona i Madrid. Cap al 1922 es va dedicar a les assegurances. Va ser membre de la junta directiva del Centre de Lectura, entitat amb la que va estar tota la vida relacionat. El 1936 era membre de la Unió Socialista de Catalunya, i formava part del comitè antifeixista local. Depurat en la postguerra, va seguir residint a la ciutat lluny d'activitats polítiques.